# 세네감비아어군
세네감비아어군(영어: Senegambian languages) 또는 북(서)대서양어군(영어: Northern (West) Atlantic)은 세네갈과 세네감비아 지역에 중심적으로 분포하는 니제르콩고어족 언어들의 한 갈래이다. 대부분의 언어가 세네갈과 그 남쪽 이웃인 모리타니, 기니비사우, 기니에 있지만, 이동 방목을 하는 풀라인의 언어들은 세네갈로부터 서부 및 중앙 사헬 지대까지 퍼져 있다. 세네감비아어군에서 화자 수가 가장 많은 단일 언어는 세네갈의 국어인 월로프어로 모어 화자 400만 명과 제2언어 화자 수백만 명이 있다. 풀라어의 다양한 변종을 모두 합하면 약 1,300만 명의 화자가 있다고 추정되며 세레르어의 화자 수는 백만 명이 넘는다.

## 분류
David Sapir (1971)은 서대서양어파라고 하는 니제르콩고어족의 분파를 제안하고, 또 서대서양어파의 북쪽 분파를 제안했는데 이는 세네감비아어군과 거의 같다. 그러나 그의 서대서양어파와 하위 분파들은 계통적 집단이 아니라 지리적·유형론적 집단인 것으로 드러났다. 그 뒤의 유일한 연구인 Segerer & Pozdniakov (2010, 2017)은 남대서양어군을 분리했다. 나머지 북대서양어군(세네감비아어군) 언어들의 특징은 성조가 없다는 것이다. 세레르·풀라니·월로프어군의 특징은 자음변이 현상이다.
|  | 풀라어 (풀라니어) |
|  |                   |
|  | 세레르어          |
|  |                   |

| 텐다어군 | \| \| 바사리·베디크어군 \| \| \| \| \| \| 와메이어, 바펭어 † \| \| \| \| |
|          | \| \| 바사리·베디크어군 \| \| \| \| \| \| 와메이어, 바펭어 † \| \| \| \| |
|          | 자드어군 (비아파다어, 파자데어 (바자라어))                               |
|          |                                                                          |
|          | 바사리·베디크어군                                                        |
|          |                                                                          |
|          | 와메이어, 바펭어 †                                                       |
|          |                                                                          |

|  | 바사리·베디크어군  |
|  |                    |
|  | 와메이어, 바펭어 † |
|  |                    |

|  | 카상가어, 코비아나어 (부이어)        |
|  |                                      |
|  | 바늄어 (뉸어), 바이노웅크 구버헤르어 |
|  |                                      |

|  | 풀라어 (풀라니어) |
|  |                   |
|  | 세레르어          |
|  |                   |

| 텐다어군 | \| \| 바사리·베디크어군 \| \| \| \| \| \| 와메이어, 바펭어 † \| \| \| \| |
|          | \| \| 바사리·베디크어군 \| \| \| \| \| \| 와메이어, 바펭어 † \| \| \| \| |
|          | 자드어군 (비아파다어, 파자데어 (바자라어))                               |
|          |                                                                          |
|          | 바사리·베디크어군                                                        |
|          |                                                                          |
|          | 와메이어, 바펭어 †                                                       |
|          |                                                                          |

|  | 바사리·베디크어군  |
|  |                    |
|  | 와메이어, 바펭어 † |
|  |                    |

|  | 카상가어, 코비아나어 (부이어)        |
|  |                                      |
|  | 바늄어 (뉸어), 바이노웅크 구버헤르어 |
|  |                                      |

|  | 풀라어 (풀라니어) |
|  |                   |
|  | 세레르어          |
|  |                   |

| 텐다어군 | \| \| 바사리·베디크어군 \| \| \| \| \| \| 와메이어, 바펭어 † \| \| \| \| |
|          | \| \| 바사리·베디크어군 \| \| \| \| \| \| 와메이어, 바펭어 † \| \| \| \| |
|          | 자드어군 (비아파다어, 파자데어 (바자라어))                               |
|          |                                                                          |
|          | 바사리·베디크어군                                                        |
|          |                                                                          |
|          | 와메이어, 바펭어 †                                                       |
|          |                                                                          |

|  | 바사리·베디크어군  |
|  |                    |
|  | 와메이어, 바펭어 † |
|  |                    |

|  | 카상가어, 코비아나어 (부이어)        |
|  |                                      |
|  | 바늄어 (뉸어), 바이노웅크 구버헤르어 |
|  |                                      |

|  | 풀라어 (풀라니어) |
|  |                   |
|  | 세레르어          |
|  |                   |

| 텐다어군 | \| \| 바사리·베디크어군 \| \| \| \| \| \| 와메이어, 바펭어 † \| \| \| \| |
|          | \| \| 바사리·베디크어군 \| \| \| \| \| \| 와메이어, 바펭어 † \| \| \| \| |
|          | 자드어군 (비아파다어, 파자데어 (바자라어))                               |
|          |                                                                          |
|          | 바사리·베디크어군                                                        |
|          |                                                                          |
|          | 와메이어, 바펭어 †                                                       |
|          |                                                                          |

|  | 바사리·베디크어군  |
|  |                    |
|  | 와메이어, 바펭어 † |
|  |                    |

|  | 카상가어, 코비아나어 (부이어)        |
|  |                                      |
|  | 바늄어 (뉸어), 바이노웅크 구버헤르어 |
|  |                                      |

세레르어와 풀라어는 명사부류 접미사를 공유한다.
날루어군에 대한 연구는 매우 부족하며 세네감비아어군에 포함되는지 불확실하다.
《에스놀로그》 20판 등에 포함된 분류는 풀라어가 세레르어보다 월로프어에 더 가깝다고 적어 놓았지만, 이는 문헌을 옮겨 적는 과정에서 발생한 오류이다.

## 자음변이
세네감비아어군은 자음변이 현상으로 유명하다. 자음변이 현상이란, 단어의 첫 자음이 단어의 형태론적·통사론적 환경에 따라 달라지는 현상이다. 예를 들어 풀라어에서는 여러 명사의 첫 자음이 단수형이냐 복수형이냐에 따라 달라진다.
| pul-lo | ‘풀라니 사람’ | ful-ɓe | ‘풀라니 사람들’ |
| guj-jo | ‘도둑’        | wuy-ɓe | ‘도둑들’        |

## 명사부류
서대서양 제어의 특징은 명사부류 체계로, 유명한 반투어군을 포함한 다른 니제르콩고어족 언어들의 명사부류 체계와 비슷하다. 대부분의 서대서양 제어, 나아가 니제르콩고어족의 명사부류 체계는 접두사로 표시되며, 일반적으로 언어학자들은 이것이 니제르콩고조어에서의 체계를 반영한다고 생각한다. 그러나 세네감비아어군의 풀라·세레르어군 언어들은 명사부류 접미사를 사용하거나 접두사와 접미사를 함께 사용한다. 조지프 그린버그는 명사부류 접미사의 기원이 명사 뒤에 오며 명사부류에 일치하는 한정사라고 주장했다.
CL-Noun CL-Det → CL-Noun-CL → Noun-CL

## 참고 문헌
- Sapir, David. 1971. "West Atlantic: An Inventory of the Languages, Their Noun-class Systems and Consonant Alternation". In Sebeok, ed, Current Trends in Linguistics, 7: Linguistics in Sub-Saharan Africa., 45–112. Mouton.
- Pozdniakov, Konstantin & Segerer, Guillaume (2017). "A Genealogical classification of Atlantic languages."[깨진 링크(과거 내용 찾기)] (Draft) To appear in: Lüpke, Friederike (ed.) The Oxford guide to the Atlantic languages of West Africa: Oxford:Oxford University Press.